# Othmar Pferschy
Othmar Pferschy (* 16. Oktober 1898 in Graz; † 23. April 1984 in München) war ein österreichischer Fotograf, der von 1926 bis 1969 in Istanbul tätig war.